# José Vicente Salinas
José Vicente Salinas, född 5 april 1904, död 13 februari 1975, var en friidrottare från Chile. Han deltog vid olympiska sommarspelen 1928.